# Халид Исмаил
Халид Исмаил (арап. خَالِد إِسْمَاعِيل مُبَارَك; 7. јул 1965) је емиратски фудбалер, који је играо као везни играч за фудбалску репрезентацију Уједињених Арапских Емирата и клуб Ал-Наср у Дубаију. Играо је на Светском првенству 1990. године и постигао први гол за своју земљу на Светском првенству против Западне Немачке.
Иако је објављено да је добио аутомобил марке Ролс-Ројс од краљевске породице УАЕ за свој наступ на Светском првенству 1990. године, Исмаил је у интервјуу из 2010. године изјавио да никада није добио аутомобил.